# ウォルター・ビショップ・シニア
ウォルター・ビショップ・シニア（Walter Bishop Sr., 1905年1月9日 – 1984年1月8日）はジャマイカ出身の作曲家（ソングライター）。同名のアメリカ合衆国のジャズ・ミュージシャン、ウォルター・ビショップ・ジュニアの父である。
代表作のジャズ・ソング《スウィング、ブラザー、スウィング（Swing, Brother, Swing）》は、中でもビリー・ホリデイとカウント・ベイシー楽団による録音で知られる。カリプソ・ソングの《（Sex is a Misdemeanor）》 は繰り返し録音されている。その他のウォルター・ビショップ・シニアの作品に、ルイス・ジョーダンが録音して、1947年にリズム・アンド・ブルース部門で首位に輝いた《ジャック、ユーア・デッド（Jack, You're Dead）》のほかに、フランク・シナトラが録音した《ザ・スタッフ・イズ・ヒア（The Stuff is Here (and It's Mellow)）》や《バップ・ゴーズ・マイ・ハート（Bop! Goes My Heart）》が挙げられる。